# Джон Лажуа
Джонатан Лажуа (англ. Jonathan Lajoie; 21 серпня 1980, Монреаль) — канадський комедіант, актор, музикант, співак. Народився 21 серпня 1980 року в Монреалі, Квебек, Канада.  Набув популярності в мережі інтернет завдяки своїм гумористичним скетчам, відео яких розміщено на відеообмінних ресурсах. Відеоролики Джона Лажуа стали відомим інтернет-мемом.

## Інтернет відео
Пік популярності до Джона прийшов разом із появою його відеороликів в мережі інтернет, куди він почав викладати свої відеоскетчі з 2007 року. Зокрема, створений ним канал на відеохостингу YouTube набрав 13 791 699 переглядів, а його відеоролики переглянули 229 328 392 разів, 1.3 млн користувачів підписані на розсилку цього каналу .
Усе почалося з його відео «Everyday Normal Guy», яке є пародією на пісні у реперському стилі. У цьому відео він описує своє типове рутинне життя і звичайні повсякденні справи. Також широкої популярності набули його відеоролики «The Bastard Breaks Up», «2 Girls 1 Cup Song», «Show Me Your Genitals», «Sunday Afternoon», та «High as Fuck». 
Два з його відео стали настільки популярні, що вийшло їх продовження і вони утворили трилогії: за Everyday Normal Guy вийшли відеоролики «Everyday Normal Guy 2» та «Everyday Normal Crew», а відео "Show Me Your Genitals» отримало продовження під назвами «Show Me Your Genitals 2: E=MC Vagina» та «I Kill People», які вийшли під псевдонімом MC Vagina.
Джон також випустив серію пародій на рекламні ролики, де він рекламує руки, дихання, «окуляри ґвалтівника», «педофільську бороду», «фургон серійного вбивці», та ін. Відеоролик «Реклама рук» (англ. Hands Commercial) набрав на YouTube понад 4 млн переглядів .

## Дискографія

### 2009 - You Want Some Of This?
1. Everyday Normal Guy
2. Too Fast
3. I Don't Understand
4. Show Me Your Genitals
5. High as Fuck
6. Pop Song
7. Song for Britney
8. The Phone Call
9. Everyday Normal Guy 2
10. Sunday Afternoon
11. Stay at Home Dad
12. Potty Training Song
13. Show Me Your Genitals 2: E=MC Vagina
14. Cold Blooded Christmas
15. 2 Girls 1 Cup Song
16. Everyday Normal Crew
17. Why Did You Leave Me

### 2010 - I Kill People
1. I Kill People
2. Listening to My Penis
3. WTF Collective
4. The Birthday Song
5. Michael Jackson Is Dead
6. Alone In the Universe
7. I Can Dance
8. Slightly Irresponsible
9. Nine to Five
10. Chatroulette Song
11. In Different Ways
12. Mel Gibson's Love Song
13. WTF Collective 2
14. Radio Friendly Song